# 広州起義烈士陵園
座標: 北緯23度7分55.25秒 東経113度16分43.71秒 / 北緯23.1320139度 東経113.2788083度
広州起義烈士陵園（こうしゅう-きぎれっしりょうえん）は中華人民共和国広東省広州市越秀区に位置する記念公園。
1927年（民国16年）12月、中国共産党員が「広州コミューン」を組織し蜂起、まもなく国民政府により鎮圧される事件が発生した（広州起義）。1954年に広州起義を記念した公園建設計画が提出され、事件より30周年を記念して1957年に完成した。記念碑には周恩来によって「廣州起義烈士陵園」と揮毫されている。陵園内には、広州歴史博物館などが設置されている。
広州地下鉄1号線の烈士陵園駅の名称は、この公園に由来する。